# Hoe schoon is jouw huis
Hoe schoon is jouw huis is een reality-schoonmaakprogramma dat op RTL 4 dat vanaf 2003 uitgezonden werd.

## Het programma
Hoe Schoon Is Jouw Huis is een Nederlandse variant op de originele Engelse versie How Clean Is Your House.
In het programma wordt een bewoner of groep studenten van een buitengewoon vervuild huis door zichzelf of een ander opgegeven. De twee schoonmakers, moeder en dochter Liny van Oyen en Marja Middeldorp, nemen vervolgens een kijkje in het smerige huis. Daarna halen ze de bewoner erbij en wordt het huis door Liny, Marja en voor het grootste gedeelte door een professioneel schoonmaakbedrijf schoongemaakt. Als dit alles achter de rug is krijgt/krijgen de bewoner(s) het huis weer te zien en krijgt men tips om het huis in acceptabele staat te gaan houden. Twee weken later wordt er nog een bezoekje gepleegd door de schoonmakers om te controleren of het huis wel netjes gehouden wordt. 
In 2013 werd dit programma opnieuw uitgezonden onder de titel "Hoe schoon is...." met Sonja Cherrat-Bosgra en Inge Cornelisse-Bosgra als schoonmakers.

## Boek
- Hoe schoon is jouw huis. ISBN 9043907936. In het boek staan de schoonmaaktips uit het programma.